# Liste der Mitglieder des Panafrikanischen Parlaments (2009–2012)
Die Liste der Mitglieder des Panafrikanischen Parlaments 2009–2012 führt die Mitglieder der zweiten Legislaturperiode des Panafrikanischen Parlaments von 2009 bis 2012 auf. Die Liste ist geordnet nach den 46 Ländern, die die Parlamentsmitglieder 2009 entsandt haben, zugefügt ist teilweise die Partei, der sie angehören.

## Ägypten
- Abdelahad Gamaleldin
- Abdel Aziz El Gendy Mostafa
- Mohamed Abdel Aziz Shabaan
- Georgette Sobhi Kaliny
- Ahmed Mohamed Ragab

## Algerien
- M. Azzedine Abdelmadjid
- Farida Ilimi
- Mostefa Boudina
- Hammi Laroussi
- Ahmed Hanoufa

## Angola
- Fernando José de França Dias Van Dúnem
- Catarina Pedro Domingos
- Joao Marcelino Typingue
- Luis Reis Paulo
- Ernesto Joaquim Mulato

## Äquatorialguinea
- Evangelina-Filomena Oyo Ebule
- Alfonso Nsue Mokuy
- Justino Obama Nve
- Jaime Ela Ndong
- Vicente Rodriguez Siosa

## Äthiopien
- Netsanet Asfaw
- Ahmed Hassen Abduselam
- Wubneh Emiru Bushen
- Aneb Abdulkadir
- Gebru Geremariam

## Benin
- Rosine Vieyra Soglo
- Ismaë Tidjani-Serpos
- Da Matha Sant’anan Luc Boniface
- Ahounou Benjamin
- Takpara Dauda

## Botswana
- Moggie Mbaakanyi
- Master Goya Moiseraele
- Olebile Gaborone
- Maitlhoko G.K. Mooka
- Tshelang W. Masisi

## Burkina Faso
- Yamba Malick Sawadogo
- Dieudonne Maurice Bonanet
- Aissata Sidibe
- Ouédraogo Marie-Blandine Sawadogo
- Sawadogo Lassane

## Burundi
- Déo Busuguru
- Marie-Thérèse Toyi
- Christian Sendengeye
- Schadrack Niyonkuru
- Zaïtuni Abdallah

## Dschibuti
- Mohamed Mohamed Abdoulkader
- Aden Robleh Awaleh
- Souleiman Miyir Ali
- Antoine Michel Barthelemy
- Hasna Hassan Ali

## Gabun
- Nono Henriette Massounga
- Ossagou Guy Christian
- Engohang Obiang Gaston
- Ndong Assoumou Sylvestre
- Rene Radembino Coniquet

## Gambia
- Fabakary Jatta
- Abdoulie Kanagi Jawla
- Mamma Kandeh
- Sidia Jatta
- Bintanding Jarju

## Ghana
- Edward K. Doe Adjaho
- Ambrose P. Dery
- Enoch Teye Mensah
- Moses Asaga
- Elizabeth Agyemang

## Guinea
- Diallo Boubacar Koumbia
- EL hadj Amirou Diallo
- Belly Aribot
- El hadj Ismaila Mohamed Ghussein
- Boubacar Somparé

## Kamerun
- Marie–Rose Nguini Effa
- Roger Nkodo Dang
- Muosa Mbutoh Njingum
- Joseph Mbah Ndam
- Isabelle Manamourou

## Kap Verde
- Teixeira Eva Verona Orlet
- Joao Baptista Medina
- Silva dos Santos Hermes
- Orlanda Maria Duarte Santos Ferreira
- José Manuel Afonso Sanches

## Kenia
- Bahari Ali
- Gitobu Imanyara
- Musa Sirma
- Rachel Shebesh
- Gedeon Mungaro

## Republik Kongo
- André Obami-Itou
- Jean Claude Siapa Ivouloungou
- Marie Louise Tono
- Zely Pierre Inzoungoumassanga

## Lesotho
- Mamotonosi Harriet Nkhahle
- Rethabile Marumo
- Lekhetho Rakuoane
- Thabang Ernest Nyeoe
- Ts’oeu Phineas Mokeretla

## Liberia
- Joyce Musu Freeman Sumo
- James K. Momo
- Dusty Wolokolie
- George Wesseh Blamoh
- Eugene T Kparkar

## Libyen
- Ragab Budabus
- Lutfi Mohamed Farhat
- Mohamed Elmadani El-Houderi
- Mohamed Gebril Alorafy
- Amal Safal Nuri

## Madagaskar
- Parfait Florent Mana
- Meltine Flore Ramarojatovo
- Augustine Marie Aurelie Razafinjato

## Malawi
- Louis J Chimango
- Steven Smart Jampa Malamba
- Loveness Gondwe
- Trifonia Dafter
- Betson Brown Chomveka Majoni

## Mali
- Lanceni Balla Kieta
- Kadidiatou Samake Coulibaly
- Mountaga Tall
- Ascofare Oulématou Tamboura
- Ibrahim Boubacar Keïta

## Mauretanien
- Mohamed El Moustapha Ould Bedreddine
- Sidney Sokhona
- Ainina Ould Daha Ould Eyih
- Ahmed Ould Khalifa

## Mauritius
- Purryag Rajkeswur
- Louis Joseph Von-Mally
- Parmessur Ramloll
- Marie Noëlle Françoise Labelle
- Mokshanand Dowarkasing

## Mosambik
- Verónica Macamo (FRELIMO)
- Maria Angelina Enoque (RENAMO)
- Munhawa Sousa Salvador (FRELIMO)
- José Gabriel Manteigas (RENAMO)
- Eduardo Mulembue (FRELIMO)

## Namibia
- Hans Gabriel Booys
- Tsudao Immanuel Gurirab
- Haikella Hakaye
- Evelyn Nawases
- Loide Kasingo

## Niger
- Maïdagi Allambeye
- Mohamed Bazoum
- Aghali Mano
- Dina Tankari
- Aïssata Mounkaïla

## Nigeria
- Betty Apaifi
- Bethel Amadi
- Lee Ledogo Maeba
- Nicholas Ugbane
- Sani Saleh Minjibir

## Ruanda
- Prosper Higiro
- Juliana Katengwa
- Augustin Iyamuremye
- Tharcisse Shamakokera
- Agnès Mukabaranga

## Demokratische Arabische Republik Sahara
- Mohamed Habib Mamia
- Brahim Saleh Zroug
- Cheikh Ahmed El-Heiba Ouaddadi
- Mohamed Salama Badi
- El Kaid Soueilman

## Sambia
- Michael MULEMI Mabenga
- Josephine Mwiya Limata
- Maynard J C Misapa
- Elizabeth K. Chitika Molobeka
- Moses Muteteka

## Senegal
- Bocar Sadikh Kane
- Abdoulaye Babou
- Mussa Cisse
- Maggatte Kamara
- Emilie Diatta

## Sierra Leone
- S.B.B Dumbuya
- Moses Sesay
- Momoh Pujeh
- Florence Kombe Bundu
- Bai Kurr Kanagbaro III

## Simbabwe
- Patrick Dube
- Rugara Kokerai
- Joram Macdonald Gumbo
- Fortune Charumbira
- Editor Erimenziah Matamisa

## Somalia
- Habeb Nur Ibrahim
- Abdifatah Ibrahim Rasci
- Ismail Hussein Farah
- Abdi Abdulle Said

## Südafrika
- Mninwa Johannes Mahlangu
- Suzanne Vos
- Pandelani J Nefolovhodwe

## Sudan
- Suad El Fateh El Badaoui
- Angelo Beda
- Mohamed Kafi
- Ibrahim Ahmed Ghandour

## Swasiland
- Marwick Khumalo
- Trusty Gina
- Phumelele Dlaminin
- Petros Mavimbela
- Kusa Dlaminin

## Tansania
- Gertrude Ibengwe Mongella
- Feetham Fillipo Banyikwa
- Minshehe Athuman Saidi Janguo
- John Momose Cheyo
- Omar Sheha Mussa

## Togo
- Edoh Baromi
- Awedeou Tchasse
- Mawulikplimi Sodahlon
- Yawovi Honam Henri Gbone
- Adjaratou Abdoulaye

## Tschad
- Siméon Mbaidoum
- Saleh Kebzabo
- Moussa Idriss Dele
- Milengar Ngarindo
- Ndoadoumngue Neloumsei Elise Loum

## Tunesien
- Sahbi Karoui
- Saïda Agrebi
- Taïeb Mohsni
- Jameleddine Khemakhem
- Fayçal Triki

## Uganda
- Mary Rutamwebwa Mugyenyi
- Jonson Bartile Toskin
- Samuel Kalega Njuba
- Edward Ndawula Kaweesi
- Abrahams Peter Lokii

## Zentralafrikanische Republik
- Jean-Baptiste Nouganga
- Jean-Marie Mokole
- Anne-Marie Goumba
- Marie Agba-Otikpo
- Jean-Bénoit Gonda